# Distrito de Wissembourg
El distrito de Wissembourg era una división administrativa francesa, situada en el departamento de Bajo Rin, de la región de Alsacia. Contaba con 5 cantones y 68 comunas.

## Historia
El 1 de enero de 2015, se aplicó el decreto ministerial n.º 2014-1720, de 29 de diciembre de 2014, suprimiendo los distritos de Estrasburgo-Campiña y Wissembourg, aprovechando para hacer una redistribución global de comunas y cantones.
En el caso del distrito de Wissembourg, supuso que sus 68 comunas pertenecientes a los cantones de Lauterbourg, Seltz, Soultz-sous-Forêts y Wœrth se unieran a las del distrito de Haguenau para formar el nuevo distrito de Haguenau-Wissembourg.

## División territorial

### Cantones
Los cantones del distrito de Wissembourg eran:
1. Cantón de Lauterbourg
2. Cantón de Seltz
3. Cantón de Soultz-sous-Forêts
4. Cantón de Wissembourg
5. Cantón de Woerth

### Comunas
| 1. Aschbach (67012)                    | 2. Beinheim (67025)                    | 3. Betschdorf (67339)          | 4. Biblisheim (67037)              |
| 5. Buhl (67069)                        | 6. Cleebourg (67074)                   | 7. Climbach (67075)            | 8. Croettwiller (67079)            |
| 9. Dieffenbach-lès-Wœrth (67093)       | 10. Drachenbronn-Birlenbach (67104)    | 11. Durrenbach (67110)         | 12. Eberbach-Seltz (67113)         |
| 13. Eschbach (67132)                   | 14. Forstheim (67141)                  | 15. Frœschwiller (67147)       | 16. Gœrsdorf (67160)               |
| 17. Gunstett (67177)                   | 18. Hatten (67184)                     | 19. Hégeney (67186)            | 20. Hoffen (67206)                 |
| 21. Hunspach (67213)                   | 22. Ingolsheim (67221)                 | 23. Keffenach (67232)          | 24. Kesseldorf (67235)             |
| 25. Kutzenhausen (67254)               | 26. Lampertsloch (67257)               | 27. Langensoultzbach (67259)   | 28. Laubach (67260)                |
| 29. Lauterbourg (67261)                | 30. Lembach (67263)                    | 31. Lobsann (67271)            | 32. Memmelshoffen (67288)          |
| 33. Merkwiller-Pechelbronn (67290)     | 34. Morsbronn-les-Bains (67303)        | 35. Mothern (67305)            | 36. Munchhausen (67308)            |
| 37. Neewiller-près-Lauterbourg (67315) | 38. Niederlauterbach (67327)           | 39. Niederroedern (67330)      | 40. Niedersteinbach (67334)        |
| 41. Oberdorf-Spachbach (67341)         | 42. Oberhoffen-lès-Wissembourg (67344) | 43. Oberlauterbach (67346)     | 44. Oberroedern (67349)            |
| 45. Obersteinbach (67353)              | 46. Preuschdorf (67379)                | 47. Retschwiller (67394)       | 48. Riedseltz (67400)              |
| 49. Rittershoffen (67404)              | 50. Rott (67416)                       | 51. Salmbach (67432)           | 52. Schaffhouse-près-Seltz (67440) |
| 53. Scheibenhard (67443)               | 54. Schleithal (67451)                 | 55. Schoenenbourg (67455)      | 56. Seebach (67351)                |
| 57. Seltz (67463)                      | 58. Siegen (67466)                     | 59. Soultz-sous-Forêts (67474) | 60. Steinseltz (67479)             |
| 61. Stundwiller (67484)                | 62. Surbourg (67487)                   | 63. Trimbach (67494)           | 64. Walbourg (67511)               |
| 65. Wingen (67537)                     | 66. Wintzenbach (67541)                | 67. Wissembourg (67544)        | 68. Woerth (67550)                 |